# Kaikilani (cràter)
Kaikilani és un cràter d'impacte en el planeta Venus de 19,9 km de diàmetre. Porta el nom de Kaikilani (c 1555), primera Mo'iwahine de Hawaii, i el seu nom va ser aprovat per la Unió Astronòmica Internacional el 1994.